# René Diatkine
Pour les articles homonymes, voir Diatkine.
René Diatkine est un psychiatre et psychanalyste français d'origine biélorusse, né le 6 avril 1918 à Paris 19e et mort le 2 novembre 1997 à Garches. Il est inhumé au cimetière parisien de Pantin dans la 8e division.

## Biographie

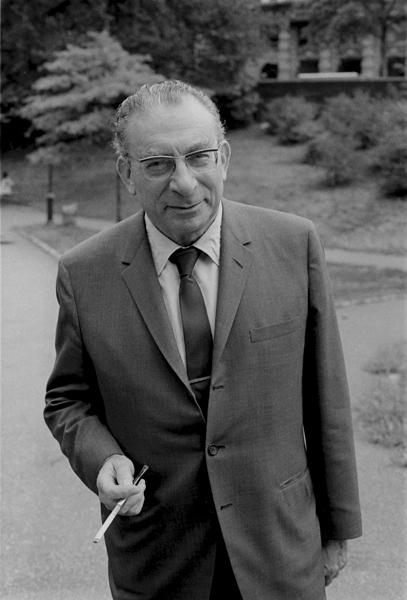
Rudolph Loewenstein.

Il naît en 1918, à Paris, d'une famille juive, émigrée de Russie. Il entreprend des études de médecine au moment où débute la Seconde Guerre mondiale et les poursuit durant la guerre, tout en étant mobilisé. 
Lors de séjours à Marseille, il fait la rencontre de Rudolph Loewenstein, avec qui il établit des contacts professionnels. Il devient médecin en 1946 et commence sa formation de psychiatre et de psychanalyste à Paris, où il s'établit. Il est interne, puis chef de clinique à l'hôpital Necker, dans le service de Georges Heuyer. Il rencontre Julian de Ajuriaguerra, et participe avec lui à une consultation pour troubles du langage et de la motricité.
Il travaille comme psychiatre à la clinique des maladies mentales de l'hôpital Sainte-Anne, à Paris.
Il entreprend une analyse avec Jacques Lacan et s'affilie à la Société psychanalytique de Paris.
Il devient médecin chef de secteur et d'intersecteur enfants, du XIIIe arrondissement de Paris. Entre 1960 et 1995, il est professeur à la faculté de médecine de Genève.
En 1972 et 1973, il préside la Société psychanalytique de Paris.

## Travaux

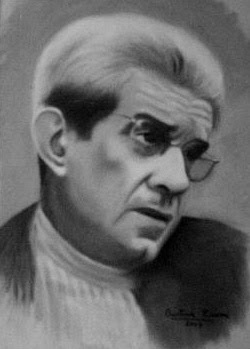
Jacques Lacan.

En France, il a impulsé un essor à la psychiatrie de l'enfant, de l'adulte, aux traitements des psychoses et à l'ensemble de la psychanalyse. Son nom est attaché à chacune de ces spécialités comme une référence.
Il a collaboré à Genève avec Julian de Ajuriaguerra et nombres d'analystes travaillant en institution psychiatrique. Il a été en analyse chez Jacques Lacan, dont il a ensuite réfuté les idées, puis chez Sacha Nacht.
En 1980, avec Marie Bonnafé et Tony Lainé, il fonde l'association A.C.C.E.S. (Actions culturelles contre les exclusions et les ségrégations). Il en fut président.

## Publications
Il a publié de nombreux ouvrages et articles mentionnés sur le site de la SPP (Bibliothèque Sigmund Freud) :
- « Agressivité et fantasmes d'agression » Revue française de psychanalyse, 1984, tome 4 (texte princeps)
- avec Serge Lebovici, Michel Soulé, Nouveau traité de psychiatrie de l'enfant et de l'adolescent en 4 volumes, PUF-Quadridge, 2004  (ISBN 2130545572)
- L'enfant dans l'adulte, ou, l'éternelle capacité de rêverie, Delachaux & Niestle, 1994  (ISBN 2603009583)
- avec Janine Simon, La psychanalyse précoce : Le processus analytique chez l'enfant, PUF-Quadrige, 2005  (ISBN 2130551009)
- avec Antonio Andreoli, Florence Quartier-Frings, Psychose et Changement, PUF, 1991  (ISBN 2130434452)
- avec Claude Avram, Agnès Abo Dehman, Pourquoi on m'a né ?, Calmann-Lévy, 1995  (ISBN 2702125220)